# Tomopterus staphylinus
Tomopterus staphylinus là một loài bọ cánh cứng trong họ Cerambycidae.